# 新雅典 (伊利諾伊州)
新雅典（英語：New Athens）是位於美國伊利諾伊州聖克萊爾縣的一個村落。

## 地理
新雅典的座標為38°19′22″N 89°52′29″W / 38.32278°N 89.87472°W，而該地最高點為海拔高度131米（即430英尺）。

## 人口
根據2010年美國人口普查的數據，新雅典的面積為5.95平方千米，當中陸地面積為5.47平方千米，而水域面積為0.48平方千米。當地共有人口2054人，而人口密度為每平方千米345人。